# Xestia diagrapha
Xestia diagrapha är en fjärilsart som beskrevs av Charles Boursin 1963. Xestia diagrapha ingår i släktet Xestia och familjen nattflyn. Inga underarter finns listade i Catalogue of Life.